# Mascaras (Gers)
Mascaras település Franciaországban, Gers megyében. Lakosainak száma 59 fő (2022. január 1.). Mascaras Armous-et-Cau, Bassoues, Laveraët és Scieurac-et-Flourès községekkel határos.

## Népesség
A település népességének változása:
| Lakosok száma | 57   | 72   | 61   | 58   | 65   | 63   | 64   | 63   | 63   | 59   |
|               | 1968 | 1982 | 1990 | 2006 | 2013 | 2015 | 2017 | 2019 | 2020 | 2022 |